# Rischio economico
Il rischio economico è quel tipo di rischio che incide sui risultati reddituali delle imprese. Esso è legato all'equilibrio tra costi e ricavi.

## Composizione del rischio economico
Tradizionalmente si compone di due distinte sezioni, suddivise in sottocategorie:
- Rischio di controparte: rischio legato all'inadempienza contrattuale della controparte, è quindi il rischio che la controparte dell'operazione non adempia nei modi e tempi previsti dal contratto.
  - Rischio di credito (o Rischio di insolvenza): rischio che nell'ambito di un'operazione creditizia il debitore non assolva anche solo in parte ai suoi obblighi di rimborso del capitale e di pagamento degli interessi. Ad esempio: la società emittente di un prestito obbligazionario rimborsa solo il 20% del prestito.
  - Rischio di liquidità: nell'ambito di un'operazione creditizia è il rischio che il debitore non adempia ai suoi obblighi monetari nei tempi previsti. In questo caso può essere considerato un caso particolare del rischio di credito; nell'ambito di una transazione di strumenti finanziari invece può riferirsi alle difficoltà di liquidare sul mercato le posizioni detenute nei tempi desiderati.
  - Rischio paese: è il rischio, legato alle operazioni internazionali, che il debitore estero non adempia per cause dipendenti dalle variabili macroeconomiche del paese in cui opera.
  - Rischio di regolamento: rischio che nell'ambito di una transazione di strumenti finanziari la controparte non adempia al proprio obbligo di consegna o pagamento. Ad esempio: in una compravendita di azioni una delle parti non consegna i titoli
- Rischio di mercato: rischio legato all'andamento non prevedibile delle variabili macroeconomiche. Rientra nella categoria dei rischi speculativi.
  - Rischio inflazionistico: rischio che variazioni nel livello generale dei prezzi portino ad una perdita del potere d'acquisto della moneta detenuta e una perdita di valore dei crediti.
  - Rischio di cambio: rischio che variazioni dei tassi di cambio portino ad una perdita del potere d'acquisto della moneta detenuta e una perdita di valore dei crediti.
  - Rischio di interesse: rischio legato alle variazioni dei tassi di interesse.
  - Rischio di prezzo delle azioni e delle commodity: rischio di variazioni del valore di mercato della azioni e delle commodity in portafoglio.